# 16228 Adhamkassem
16228 Adhamkassem este o planetă minoră (asteroid), cu un diametru de 10,45 km, din centura de asteroizi. A fost descoperită pe 8 martie 2000 la Experimental Test Site⁠(d) de Lincoln Near-Earth Asteroid Research. 
Obiectul prezintă o orbită caracterizată de o semiaxă mare de 3,1267989 UAi, o excentricitate de 0,16, o înclinație de 0,3763 ° în raport cu ecliptica.